# Голос татар (газета)
«Голос татар» (или дореф. «Голосъ татаръ») — еженедельная газета на русском языке, издававшаяся с 2 июля по 20 декабря 1917 года в Симферополе на волне подъёма национального крымскотатарского движения в качестве еженедельного органа Временного крымско-мусульманского исполнительного комитета. В дальнейшем фактически стала органом Директории — исполнительного органа Крымской народной республики.
Перестала выходить при обострении политической обстановки в декабре 1917 года, ещё до падения власти Крымской народной республики, и, в отличие от газеты «Миллет» на крымскотатарском языке, издание «Голоса татар» более не возобновлялось.
Журналистский коллектив был представлен молодыми национальными деятелями, воспитанниками Исмаила Гаспринского, большинство из которых были членами партии «Милли Фирка».

## История

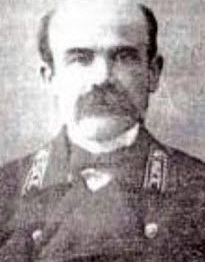
Али Боданинский

Газета была открыта 22 июля 1917 года в Симферополе, являясь еженедельной газетой, выпускаемой на русском языке Временным крымско-мусульманским исполнительным комитетом (на крымскотатарском выпускалась газета «Миллет»), а с декабря 1917 издание исполнительного органа Крымской демократической республики Директории. Последний номер был выпущен 20 декабря 1917 года. Всего было выпущено 16 номеров.
Редакторами газеты были И. Озенбашлы (№ 1—4), А. Боданинский (№ 5—11), С. Чапчакчи (№ 12—16). Сотрудничать с газетой выразили желание Р. Ахундов, О. Акчокраклы, У. Баличев, А. Боданинский, У. Боданинский, И. Джелялов. М. Куртиев, И. Леманов, А. Озенбашлы, И. Озенбашлы, С. М. Сейдаметов, Х. Тынчеров, С. Д. Хаттатов. Во вводной редакционной статье первого номера отмечалось продолжение идейной линии национальных изданий «Терджиман» И. Гаспринского и «Ветан хадими» Р. Медиева.
Редакция издания находилась по Театральному переулку в одном помещении с редакцией газеты «Миллет». Выходил еженедельник тоже в типографии «Миллета» по адресу: ул. Дворянская, 5. Номер «Голоса татар» в розницу стоил 10-15 копеек, подписчикам газеты «Миллет» он доставлялся бесплатным приложением.

## Роль газеты
Освещая решения создавшего его Комитета, еженедельник уделял большое внимание теме культурного возрождения и просвещения крымских татар, а также диалогу культур населяющих Крым народов и межнациональному согласию, проповедуя лозунги: «Крым для крымцев» и «Да здравствует Федеративная Демократическая Республика!»
Летом газета выдвигала общедемократические лозунги и требовала только национально-культурной автономии, к осени вместе с позицией крымскотатарских национальных деятелей её позиция несколько радикализировалась вплоть до требований государственной автономии.

«[Крымско] Татарский народ в единении с другими народностями, населяющими Крым, не требует для себя политической автономии, но не позволит установлению в Крыму политической гегемонии какого-нибудь народа, не имеющего ни культурных, ни исторических, ни этнографических прав на таковую».
Одной из характерных черт материалов «Голоса татар» после известий о Октябрьской революции была антибольшевистская и антианархическая направленность. В воззвании, с которым 11 ноября 1917 года Крымско-мусульманский Исполнительный Комитет обратился к гражданам Крыма в № 15 еженедельника, говорилось: «Разыгравшиеся в Петрограде и Москве кровавые события, уничтожив существующую власть, ввергли страну во власть анархии, произвола и открыли путь к междоусобной войне».
В тюркском вопросе редакция склонялась к выделению крымских татар в отдельную нацию (пантюркизм с 1900-х годов потерял свою популярность, с учётом того что Османская империя была противником России в Первой мировой войне). Кроме того она проводила светскую национальную линию в организации народа, в противовес религиозной мусульманской. Публиковала на русском основные документы Курултая крымскотатарского народа (национального парламента), который впервые собрался 26 ноября 1917 года и его исполнительного органа — Директории (Крымскотатарского национального правительства).
В начале января 1918 образованный большевиками Крымский областной военно-революционный комитет в Севастополе при поддержке революционных отрядов РСФСР начал боевые действия против крымскотатарской Директории. В течение двух недель на полуострове шли ожесточенные бои, которые закончились разгромом войск Директории. 4 февраля (22 января) 1918 Директория была ликвидирована, прекратили существование и её печатные издания.

### Комментарии
1. ↑  Многие авторы газет «Голос татар» и «Миллет» непосредственно были директорами или чиновниками директории.
2. ↑  Другие народности Крыма на нём представлены не были.
3. ↑  Газета «Миллет» возобновилась во время германской оккупации Крыма и просуществовала до 1920 года, газета «Голос татар» более не возобновлялась.